# Acanthocyclops petkovskii
Acanthocyclops petkovskii – gatunek widłonoga z rodziny Cyclopidae, nazwa naukowa gatunku została po raz pierwszy opublikowana w 1983 roku przez jugosłowiańską zoolog Romanę Lattinger-Penko i włoskiego hydrobiologa Giuseppe Lucio Pesce.